# گورستان اسلامی ابرسو
گورستان اسلامی ابرسو مربوط به دوران‌های تاریخی پس از اسلام است و در شهرستان املش، بخش رانکوه، روستای کشمش واقع شده و این اثر در تاریخ ۲ آبان ۱۳۸۲ با شمارهٔ ثبت ۱۰۶۹۵ به‌عنوان یکی از آثار ملی ایران به ثبت رسیده است.